# جعفر أباد (غرغان)
جعفر أباد (بالفارسية: جعفرآباد) هي قرية تقع في غلستان في إيران. يقدر عدد سكانها بـ 763 نسمة بحسب إحصاء 2016.